# Infanteriedivisie Bärwalde
Infanteriedivisie Bärwalde (Duits: Infanterie-Division „Bärwalde") was een Duitse Infanteriedivisie van het Heer gestationeerd in Gross-Born in het Wehrkreis II tijdens de Tweede Wereldoorlog.

## Geschiedenis
Op 20 januari 1945 werd de divisie bij Bärwalde als Gneisenau-eenheid voor de bezetting van de Pommeren-stelling aan het Oostfront opgesteld. Hiervoor werden de nabijgelegen eenheden zoals de opleidingseenheden van de Wehrmacht (Artillerieschule I uit Gross-Born), restanten van andere eenheden, alarm- en Volkssturm-eenheden bijeengebracht.
De divisie was samen met de Infanteriedivisie Pommernland een onderdeel van de geïmproviseerde korpsgroep Von Tettau. Aan het begin van de inzet van de divisie aan het front was deze toegewezen aan het 11. SS-Panzerarmee en vanaf maart 1945 aan het 3. Panzerarmee.
De divisie vocht nog om het bruggenhoofd Dievenow. Vanwege haar ernstige decimering bij gevechten met het Rode Leger werd deze divisie op 12 maart 1945 ontbonden.

## Commandant
| Rang            | Naam            | Begin           | Eind       | Opmerking                                                      |
| --------------- | --------------- | --------------- | ---------- | -------------------------------------------------------------- |
| Generalleutnant | Wilhelm Raithel | 15 januari 1945 | 8 mei 1945 | Op 7 mei 1945 krijgsgevangen gemaakt door het 1e Poolse leger. |

## Gebieden van operaties
- Pommeren (januari 1945 - maart 1945[7])

## Samenstelling[2]
8 februari 1945:
- Regiment "Kopp"
- Regiment "Wolff"
- Regiment"Boehmer"
- Regiment"Freund"
- Regiment"Jaeckel"
- Regiment "Klotsche"
- Sperrverband "Fierbandt"
- Sperrverband "Hellermann"

17 februari 1945:
- Regiment 1 Division Bärwalde 1
- Regiment 2 Division Bärwalde 2
- Regiment 3 Division Bärwalde 3
- Regiment 4 Division Bärwalde 4
- Regiment 5 Division Bärwalde 5
- Artillerie-Regiment Bärwalde
- Pionier-Bataillon Bärwalde
- Fernmelde-Bataillon Bärwalde